# Maleisië op de Olympische Zomerspelen 1988
Maleisië nam deel aan de Olympische Zomerspelen 1988 in Seoul, Zuid-Korea. Net als tijdens de vijf eerdere deelnames won het land uit Zuidoost-Azië geen medaille.

## Deelnemers en resultaten
(m) = mannen, (v) = vrouwen 

### Atletiek
| Olympiër                  | Discipline | Resultaat | Prestatie             |
| ------------------------- | ---------- | --------- | --------------------- |
| Nordin Mohamed Jadi       | 400m (m)   | 63e       | serie 6: 6de in 49,52 |
|                           |            |           |                       |
| Josephine Mary Singarayar | 400m (v)   | 39e       | serie 5: 6de in 56,06 |

### Schietsport
| Olympiër   | Discipline | Resultaat | Prestatie                          |
| ---------- | ---------- | --------- | ---------------------------------- |
| Jimmy Chin | skeet      | 52e       | kwalificatie: 52ste met 136 punten |

### Tafeltennis
| Olympiër                    | Discipline     | Resultaat | Prestatie |
| --------------------------- | -------------- | --------- | --- |
| Lau Wai Cheng               | enkelspel (v)  | 33e       | groep D: 5de W van AUS Tepper: 3-0 V van HKG Ka Sha: 0-3 W van GHA Offel: 3-1 V van JPN Ishida: 0-3 V van CHN Li: 0-3                                                                                         |
| Leong Mee Wan               | enkelspel (v)  | 33e       | groep F: 5de V van URS Abbate-Bulatova: 0-3 V van TCH Hrachová: 0-3 V van TPE Hsiu-Yu: 0-3 V van BEL Bogaerts: 0-3 W van IND Roy-Shah: 3-0                                                                    |
| Lau Wai Cheng Leong Mee Wan | dubbelspel (v) | 13e       | groep B: 7de V van TCH Hrachova/Kasalova: 0-2 V van NED Kloppenburg/Vriesekoop: 0-2 V van CHN Jiao/Chen: 0-2 V van FRG Nemes/Nolten: 0-2 V van USA Bhushan/Gee: 0-2 V van JPN Mika Hoshino/Kiyomi Ishida: 0-2 |

### Wielersport
| Olympiër            | Discipline       | Resultaat | Prestatie                                                                 |
| Baan                | Baan             | Baan      | Baan                                                                      |
| ------------------- | ---------------- | --------- | ------------------------------------------------------------------------- |
| Rosman Alwi         | sprint (m)       | 17e       | kwalificatie: 16de in 11,204 1ste ronde: 3de 1ste ronde herkansingen: 3de |
| Rosman Alwi         | tijdrit (m)      | 25e       | 1.10,446                                                                  |
| Murugayan Kumaresan | puntenkoers (m)  | 13e       | kwalificatie: 13de met 1 punt                                             |
| Weg                 |                  |           |                                                                           |
| Murugayan Kumaresan | wegwedstrijd (m) | 92e       | 4:35.45                                                                   |

### Zwemmen
| Olympiër            | Discipline           | Resultaat | Prestatie                |
| ------------------- | -------------------- | --------- | ------------------------ |
| Jeffrey Ong         | 200m vrije slag (m)  | 53e       | serie 3: 8ste in 1.58,62 |
| Jeffrey Ong         | 400m vrije slag (m)  | 36e       | serie 3: 5de in 4.04,57  |
| Jeffrey Ong         | 1500m vrije slag (m) | 29e       | serie 2: 6de in 15.53,67 |
|                     |                      |           |                          |
| Nurul Huda Abdullah | 200m vrije slag (v)  | 27e       | serie 3: 3de in 2.04,85  |
| Nurul Huda Abdullah | 400m vrije slag (v)  | 23e       | serie 1: 2de in 4.19,33  |
| Nurul Huda Abdullah | 800m vrije slag (v)  | 19e       | serie 4: 8ste in 8.50,84 |

Afghanistan · Algerije · Amerikaanse Maagdeneilanden · Amerikaans-Samoa · Andorra · Angola · Antigua en Barbuda · Argentinië · Aruba · Australië · Bahama’s · Bahrein · Bangladesh · Barbados · België · Belize · Benin · Bermuda · Bhutan · Birma · Bolivia · Bondsrepubliek Duitsland · Botswana · Brazilië · Britse Maagdeneilanden · Brunei · Bulgarije · Burkina Faso · Canada · Centraal-Afrikaanse Republiek · Chili · China · Chinees Taipei · Colombia · Congo-Brazzaville · Cookeilanden · Costa Rica · Cyprus · Denemarken · Djibouti · Dominicaanse Republiek · Duitse Democratische Republiek · Ecuador · Egypte · El Salvador · Equatoriaal-Guinea · Fiji · Filipijnen · Finland · Frankrijk · Gabon · Gambia · Ghana · Grenada · Griekenland · Groot-Brittannië · Guam · Guatemala · Guinee · Guyana · Haïti · Honduras · Hongarije · Hongkong · Ierland · IJsland · India · Indonesië · Irak · Iran · Israël · Italië · Ivoorkust · Jamaica · Japan · Joegoslavië · Jordanië · Kaaimaneilanden · Kameroen · Kenia · Koeweit · Laos · Lesotho · Libanon · Liberia · Libië · Liechtenstein · Luxemburg · Malawi · Malediven · Maleisië · Mali · Malta · Marokko · Mauritanië · Mauritius · Mexico · Monaco · Mongolië · Mozambique · Nederland · Nederlandse Antillen · Nepal · Nieuw-Zeeland · Niger · Nigeria · Noord-Jemen · Noorwegen · Oeganda · Oman · Oostenrijk · Pakistan · Panama · Papoea-Nieuw-Guinea · Paraguay · Peru · Polen · Portugal · Puerto Rico · Qatar · Roemenië · Rwanda · Saint Vincent en de Grenadines · Salomonseilanden · Samoa · San Marino · Saoedi-Arabië · Senegal · Sierra Leone · Singapore · Soedan · Somalië · Sovjet-Unie · Spanje · Sri Lanka · Suriname · Swaziland · Syrië · Tanzania · Thailand · Togo · Tonga · Trinidad en Tobago · Tsjaad · Tsjecho-Slowakije · Tunesië · Turkije · Uruguay · Vanuatu · Venezuela · Verenigde Arabische Emiraten · Verenigde Staten · Vietnam · Zaïre · Zambia · Zimbabwe · Zuid-Jemen · Zuid-Korea · Zweden · Zwitserland